# Давид Бароті
Давид Бароті (угор. Baróti Szabó Dávid; 10 квітня 1739, Барот (нині Бараолт, Румунія) — 22 листопада 1819, Вірт, нині Словаччина) — угорський перекладач, філолог, педагог і поет.

## Біографія
30 листопада 1757 вступив в орден єзуїтів, був направлений послушником у Тренчинв, з 1759 по 1760 вивчав давньогрецьку та латину в Секешфехерварі, потім, з 1760 по 1763, філософію в Трнаві. У 1763-1764 викладав в гімназії в Коложварі, в 1764-1765 служив викладачем поезії та недільним проповідником в Егері. З 1765 по 1770 вивчав богослов'я в університеті міста Кошиці і згодом став священиком.
З 1771 викладав риторику і поезію в Надьвараді, потім в Бестерцебані (1772-1773), з 1773 (після заборони діяльності єзуїтів в країні) викладав риторику в Комарно і з 1777 в Кашше. У 1788 разом зі своїми друзями Ференцем Казінці і Яношем Бачані Бароті приступив до видання літературного журналу під назвою «Угорський музей» («Maďarské múzeum») і керував ним до 1792. У 1799 вийшов у відставку з пенсією в 600 форинтів і переїхав у Вірт, де і помер через двадцять років.
Два найважливіших його твори — переклади на угорську мову Мільтона («Втрачений рай») і Вергілія («Енеїда», 1810-1813). Бароті написав також граматику і досить повний словник угорської мови. Крім того, він оспівав перемоги угорців над турками.